# 西藏生死書
《西藏生死書》（英語：The Tibetan Book of Living and Dying），是藏傳佛教宁玛派的上師索甲仁波切作品，英文版於1992年出版。被翻譯成30種文字，在56個國家發行。1998年台灣中譯本發行時，曾掀起了一波前世今生、臨終關懷的風潮。

## 簡介
中陰是西藏描述死亡歷程的特殊狀態，佛教世界相信“輪迴觀”，《西藏生死書》是在輪迴的前提下，相信「人類有肉體之外的生命，死後依然存在，並且有知覺」。
《西藏生死書》是一本宗教與科學交會的書，索甲在書中引述了科學家對「生」的看法：「每一個次原子的互動，都包含原來粒子的毀滅和新粒子的產生。次原子世界不斷在生滅，質量變成能量，能量變成質量。稍縱即逝的形狀突然出現，又突然消失了，創造一種永無盡期、永遠創新的實體。」索甲並告戒要學會放下：「學習生活就是學習放下，害怕放下是害怕生活，當能放下時，看待事物的方式就會改變，越深刻，越寬廣。」

### 作者介紹
索甲仁波切（Sogyal Rinpoche）出生於西藏。由本世紀最受尊敬的上師蔣揚·欽哲·秋吉·羅卓（Jamyang Khyentse Ckökyi Lodrö）養育成人。後來被上師認出是拖頓索甲的轉世。1971年在英國劍橋大學研究比較宗教學，1974年開始弘揚佛法。在歐美各國生活、教學二十多年，使他通達西方的心靈。由於他思路清晰、從容自在、幽默風趣，傳法時深受聽眾的歡迎。他為繁複的現代世界發展出一套解說西藏佛法要義的方法。索甲仁波切屬於偉大的大圓滿傳承，具備這個傳承的標記：生動活潑、心胸廣大、直指本性。

## 目錄
第一篇  生 （第一章～第十章）
- 在死亡的镜子中／无常／反省与改变／心性／把心带回家／演化、业与轮回／中阴与其他实相／这一世：自然中阴／精神之路／心要

第二篇  临终　（第十一章～第十五章）
- 对临终关怀者的叮咛／慈悲：如意宝珠／给临终者的精神帮助／临终修习／死亡的过程

第三篇  死亡与重生（第十六章～第二十章）
- 基础地／内在的光芒／受生中阴／亡者超荐／濒死经验：上天堂的阶梯？

第四篇  结论（第二十一章～第二十二章）
- 共通的历程／和平的仆人

附录
- 我的上师们／有关死亡的问题／两个故事／两种咒

## 各種發行版本
台灣版由鄭振煌翻譯，於1998年由張老師出版社發行。
- 《西藏生死書》ISBN 9576932823（繁體中文）
- 《西藏生死書（修訂版）》ISBN 9576936799（繁體中文）I

## 勘误
《西藏生死書》曾被误认为《中陰聞教救度大法》。《中陰聞教救度大法》是另外一本書，並不是《西藏生死書》。《中陰聞教救度大法》藏名《巴多脫卓》，是蓮華生大士的伏藏，英文譯本名為《The Tibetan Book of the Dead》，中文譯本有三個版本，一是由張蓮菩提所翻譯的《中陰救度密法》，二是由趙洪濤、王智揚翻譯的《夢幻生死》，三是由徐進夫翻譯的《西藏度亡經》。

## 相关内容
- 佛教／佛教宗派／佛教历史
- 藏传佛教／宁玛派／大圓滿／索甲仁波切
- 度亡经（西藏度亡經）

## 外部連結
- 可線上閱讀的西藏生死書1（简体中文）
- 可線上閱讀的西藏生死書2   位于生死书网站 www.fosss.org （页面存档备份，存于）（简体中文）
- 可線上閱讀的西藏生死書3
- 可線上閱讀的西藏生死書4
- 释如石，《西藏度亡经》略究 （页面存档备份，存于）
- 杜永彬，《西藏度亡经》在西方的影响